# Kiki Cutter
Christina „Kiki” Cutter (ur. 24 lipca 1949 w Bend) – amerykańska narciarka alpejska.

## Kariera
W zawodach Pucharu Świata zadebiutowała w sezonie 1966/1967. Pierwsze punkty wywalczyła 26 marca 1967 roku w Jackson Hole, gdzie zajęła dziewiąte miejsce w slalomie. Na podium zawodów PŚ pierwszy raz 25 stycznia 1968 roku w St. Gervais, kończąc slalom na trzeciej pozycji. W zawodach tych wyprzedziły ją jedynie Fernande Bochatay ze Szwajcarii i Francuzka Florence Steurer. W kolejnych startach jeszcze 11 razy stawała na podium, odnosząc przy tym pięć zwycięstw: 25 lutego 1968 roku w Oslo, 15 marca 1969 roku w Mont-Sainte-Anne,  22 marca 1969 roku w Waterville Valley i 22 stycznia 1970 roku w St. Gervais wygrywała slalomy, a 3 stycznia 1969 roku w Oberstaufen była najlepsza w gigancie. W sezonie 1968/1969 zajęła czwarte miejsce w klasyfikacji generalnej, a w klasyfikacji slalomu była druga.
Wystartowała na igrzyskach olimpijskich w Grenoble w 1968 roku, gdzie zajęła 17. miejsce w zjeździe i 21. w gigancie, a w slalomie została zdyskwalifikowana w pierwszym przejeździe. Brała też udział w slalomie na mistrzostwach świata w Val Gardena w 1970 roku, jednak została zdyskwalifikowana w drugim przejeździe.
W 1970 roku zakończyła karierę.

## Osiągnięcia

### Igrzyska olimpijskie
| Miejsce | Dzień     | Rok  | Miejscowość | Konkurencja | Czas biegu | Strata | Zwyciężczyni       |
| ------- | --------- | ---- | ----------- | ----------- | ---------- | ------ | ------------------ |
| 17.     | 10 lutego | 1968 | Grenoble    | Zjazd       | 1:40,87    | +4,07  | Olga Pall          |
| DSQ1    | 13 lutego | 1968 | Grenoble    | Slalom      | 1:25,86    | -      | Marielle Goitschel |
| 21.     | 15 lutego | 1968 | Grenoble    | Gigant      | 1:51,97    | +7,55  | Nancy Greene       |

### Mistrzostwa świata
| Miejsce | Dzień     | Rok  | Miejscowość | Konkurencja | Czas biegu | Strata | Zwyciężczyni       |
| ------- | --------- | ---- | ----------- | ----------- | ---------- | ------ | ------------------ |
| 17.     | 10 lutego | 1968 | Grenoble    | Zjazd       | 1:40,87    | +4,07  | Olga Pall          |
| DSQ1    | 13 lutego | 1968 | Grenoble    | Slalom      | 1:25,86    | -      | Marielle Goitschel |
| 21.     | 15 lutego | 1968 | Grenoble    | Gigant      | 1:51,97    | +7,55  | Nancy Greene       |
| DSQ2    | 13 lutego | 1970 | Val Gardena | Slalom      | 1:40,44    | -      | Ingrid Lafforgue   |

### Puchar Świata

#### Miejsca w klasyfikacji generalnej
- sezon 1966/1967: 27.
- sezon 1967/1968: 9.
- sezon 1968/1969: 4.
- sezon 1969/1970: 18.

#### Miejsca na podium
1. St. Gervais – 25 stycznia 1968 (slalom) – 3. miejsce
2. Oslo – 24 lutego 1968 (gigant) – 3. miejsce
3. Oslo – 25 lutego 1968 (slalom) – 1. miejsce
4. Aspen – 16 marca 1968 (slalom) – 3. miejsce
5. Rossland – 28 marca 1968 (slalom) – 3. miejsce
6. Oberstaufen – 3 stycznia 1969 (gigant) – 1. miejsce
7. Grindelwald – 7 stycznia 1969 (slalom) – 3. miejsce
8. Schruns – 16 stycznia 1969 (slalom) – 3. miejsce
9. Vysoké Tatry – 16 lutego 1969 (slalom) – 2. miejsce
10. Mont-Sainte-Anne – 15 marca 1969 (slalom) – 1. miejsce
11. Waterville Valley – 22 marca 1969 (slalom) – 1 .miejsce
12. St. Gervais – 22 stycznia 1970 (slalom) – 1. miejsce